# Maria Brezeanu
Maria Brezeanu (n. 19 martie 1924, Râșnov, Brașov – d. 19 aprilie 2005) a fost un chimist român, profesor universitar, membru titular al Academiei Române.
A absolvit Facultatea de Chimie a Universității din București devenind doctor în 1956 și doctor docent în 1970. S-a afirmat în studiul chimiei combinațiilor complexe în general și, în special, asupra chimiei combinațiilor complexe polinucleare.

## Cariera
A studiat liceul în Brașov, la liceul Principesa  Elena. A început studiile universitare 1944 la Departamentul de chimie  de la Universitatea București unde a absolvit în 1948. Titlul de doctor a fost obținut în 1956 de la aceeași universitate în chimie anorganică.
În 1948 a început să lucreze ca profesor la Universitatea din București, Departamentul de chimie, până în 1969.
Membru corespondent (1991), titular (1993), președintă a Secției de Științe Chimice și membru în colegiul Consultativ al Academiei Române este posesoarea a 21 de brevete de invenții.
Activitatea de cercetare științifică s-a desfășurat și în alte domenii: sinteza și caracterizarea unor combinații complexe noi, chimia clusterilor metal-sulf, precursori de specii supramoleculare și implicațiile lor teoretice și practice.

## Premii, onoruri
- Cercetările științifice au fost premiate de Ministerul Educației 1961 și 1963.
- În 1990 a primit premiul Gheorghe Spacu al Academiei Române.[3]

## Publicații (selecție)
S-a remarcat în studiul chimiei combinațiilor complexe în general și, în special, în chimia combinațiilor complexe polinucleare. A publicat peste 180 de lucrări științifice originale, 15 tratate și manuale, peste 40 de contracte de cercetare și numeroase conferințe.
- Combinații complexe polinucleare și aplicațiile lor

- Chimia combinațiilor complexe, 1969
- Chimia metalelor, 1990